# Чемпионат мира по полумарафону 2002
Чемпионат мира по полумарафону 2002 года прошёл 5 мая в Брюсселе, Бельгия.
Дистанция полумарафона проходила по улицам города. Всего было проведено 2 забега. Определялись чемпионы в личном первенстве и в командном. Командный результат — складываются три лучших результата от страны и по сумме наименьшего времени определяются чемпионы.
В соревнованиях приняли участие 201 легкоатлет из 60 стран мира.

## Результаты

### Мужчины
| Первенство | Золото                                                   | Серебро                                                     | Бронза                                                              |
| Личное     | Пол Косгеи 1:00.39                                       | Жуад Гариб 1:00.42                                          | Джон Мсури 1:00.57                                                  |
| Командное  | Кения · Пол Косгеи · Чарльз Камати · Пол Кируи · 3:04.42 | Япония · Ацуси Сато · Тосихидэ Като · Курао Умэки · 3:07.12 | Эфиопия · Тесфайе Джифа · Амебессе Толосса · Ворку Бикила · 3:07.25 |

### Женщины
| Первенство | Золото                                                             | Серебро                                                                 | Бронза                                                   |
| Личное     | Берхане Адере 1:09.06                                              | Сьюзан Чепкемеи 1:09.13                                                 | Елена Прокопчук 1:09.15                                  |
| Командное  | Кения · Сьюзан Чепкемеи · Памела Чепчумба · Лена Черуйот · 3:28.22 | Россия · Светлана Захарова · Людмила Петрова · Ирина Сафарова · 3:30.05 | Эфиопия · Берхан Адере · Аша Гиги · Лейла Аман · 3:30.58 |